# Nassach (Fils)
Die Nassach ist ein auf dem Namenslauf fast 6 km langer Bach im Schurwald auf dem Gebiet der Stadt Uhingen im baden-württembergischen Landkreis Göppingen, der nach südöstlichem Lauf unterhalb von Uhingen selbst und noch vor der Stadtgrenze von Ebersbach an der Fils von rechts in die untere Fils mündet. Er entsteht aus dem Zusammenfluss seiner fast gleich langen beiden Oberläufe Herrenbach und Lochbach, die überwiegend noch im Schurwald-Anteil der Stadt Schorndorf im angrenzenden Rems-Murr-Kreis verlaufen.

## Name
Der Bach wird 1476 („an der Nassach“) erstmals schriftlich erwähnt. Der Name setzte sich zusammen aus dem Grundwort -aha für „Fließgewässer“ und dem althochdeutschen Wort
nazza für „(Brenn)nessel“.

## Geographie

### Linker Oberlauf Herrenbach
Der linke, einzugsgebietsreicher Oberlauf Herrenbach entsteht östlich des Friedhofs im Norden des Dorfes Schlichten der Stadt Schorndorf im Rems-Murr-Kreis im Neuwiesenwald auf etwa 453 m ü. NN. Er fließt, dabei einige Klingenbäche vor allem von rechts ausfnehmend, etwa zwei Kilometer lang südöstlich durch den Wald. Dann nimmt er vor der Südspitze des Bergwaldrückens Rossert dicht am sogenannten Herrenbachbrunnen von links und Norden her den hier etwa ein Drittel kürzeren Bach aus der Goldschmiedsklinge auf und kehrt sich dann auf Südlauf. Er nimmt weitere, teils aufgefiederte Waldklingenbäche auf und tritt auf seinem letzten halben Kilometer Lauf zuletzt an der Kreis- und Stadtgrenze zu Uhingen im Landkreis Göppingen aus dem Wald in das Flurgewann Kohlplatte über. Nahe dem Gemeindekindergarten unterquert er die aus dem anderen Oberlauftal kommende Nassachtalstraße L 1152 und fließt auf deren anderen Seite auf 340,8 m ü. NN mit dem Lochbach zur Nassach zusammen.
Der Herrenbach ist 3,3 km lang und hat ein Teileinzugsgebiet von 4,8 km², das weit überwiegend Wald umfasst. Er mündet etwa 112 Höhenmeter unter seiner Quelle und hat ein mittleres Sohlgefälle von etwa 34 ‰. Ein recht kleiner Teil von Schlichten entwässert zum Herrenbach, sonst gibt es keine Siedlungsplätze im Teileinzugsgebiet.

### Rechter Oberlauf Lochbach
Der rechte, fast ebenso lange Oberlauf Lochbach entspringt südwestlich von Schlichten auf etwa 473 m ü. NN nahe dem Abzweig der Nassachbachtal von der Kaiserstraße L 1151 am Rand der offenen Flur zum Lochbachwald. Zu Anfang durchläuft er diesen südöstlich und nimmt dabei noch weitere Quellbäche aus kleinen Klingen auf. An der von diesem Oberlauf sehr viel früher überschrittenen Grenze zur offenen Flur, die auch hier zugleich die genannte Kreis- und Stadtgrenze ist, fließt der Lochbach schon fast ostwärts. Bald erreicht er in der Flur schon die Siedlungsgrenze des Uhinger Dorfes Baiereck, das er auf dem größten Teil seines restlichen Laufs zumeist unterirdisch verdolt unter der Nassachtalstraße durchzieht. Besonders vom bewaldeten rechten Talhang Geißhalde läuft dabei kammartig eine dichte Folge von Klingenbächen zu, doch auch die linke Seite des Baches bleibt nicht zuflussfrei. Nach dem letzten knappen halben Kilometer erreicht fließt er ostwärts mit dem Herrenbach zusammen.
Der Lochbach ist 3,3 km lang und hat ein Teileinzugsgebiet von 3,9 km², das weit überwiegend Wald umfasst. Er mündet etwa 132 Höhenmeter unter seiner Quelle und hat ein mittleres Sohlgefälle von etwa 41 ‰. Außer dem ganz im Lochbachtal liegenden Baiereck entwässert auch kleiner Teil von Schlichten über ihn zur Nassach. Knapp über die Hälfte des Lochbach-Teileinzugsgebietes ist bewaldet.

### Verlauf
Die durch die Vereinigung ihrer zwei Oberläufe entstandene Nassach zieht nun auf dem größten Teil seines Laufes südöstlich durch ein an den Hängen bewaldetes Keupertal, dessen waldfreier Grund überall unter 400 m, an den engsten Stellen kaum mehr als 100 Meter breit ist. Auch hier münden von rechts und links viele Klingentäler, dabei sind die linken, die etwa südwestlich ziehen, merklich größer und länger. Zunächst läuft an einer kleinen Talspinne der Seebach von rechts und der lange Fliegenbach von links zu, der aus zwei Oberläufen entsteht, die beide unter dem Ober- mit Unterberken verbindenden Höhenrücken entspringen; auf den letzten Metern mündet diesem noch die Säutobelklinge zu. Links dieser kleineren Klinge wie auch links der Nassach unterhalb liegen einige ehemalige Sandbrüche auf halber Hanghöhe.
Danach durchläuft die Nassach den Uhinger Stadtteil Nassach, der überwiegend am linken Ufer und am linken Unterhang steht; der Siedlungsteil auf der anderen Bachseite gehörte früher als Unterhütt zum zwei Kilometer entfernten Baiereck, als dieses noch selbständige Gemeinde war. Etwas unterhalb der geschlossenen Ortsbebauung mündet der zweite große linke Zufluss Bärentobelbach, der ebenfalls in zwei recht gleichgewichtigen Ästen nun unter dem Waldrücken Sauhag entspringt. Am Mittellauf durchläuft er das Naturschutzgebiet Bärentobel, er mündet in einem kleinen Waldriegel auf dem Talgrund der Nassach, nach dem bald der dritte Talort Nassachmühle an deren Ufer folgt.
Am Ende von Nassachmühle mündet der Klingentobelbach von links gegenüber dem Dorf Diegelsberg, das auf dem abwärtigen Sporn vor dem Tal der Fils liegt. Schon in Nassachmühle fließt der Bach südwärts, in dieser Richtung verlässt er hier den Schurwald ins Filstal, wo er die Filstalbahn unterquert und dann gleich noch die L 1172 rechts des Flusses („Stuttgarter Straße“ in Uhingen). Abwärts der Uhinger Kläranlage mündet er dann an der Brücke des Straßenzubringers zur B 10 auf der anderen Flussseite auf etwa 281 m ü. NN von rechts in die untere Fils.
Die Nassach ist auf ihrem Namensabschnitt 5,9 km lang, auf denen sie etwa 60 Höhenmeter verliert. Vom Ursprung des linken Oberlaufs Herrenbach an gerechnet, der etwa 172 Höhenmeter über der Mündung liegt, ist sie 9,2 km lang und hat ein mittleres Sohlgefälle von etwa 19 ‰.

### Einzugsgebiet
Die Nassach entwässert eine Fläche von 25,4 km² Größe, das zwischen den Neckar-Zuflüssen Rems im Norden und Fils unmittelbar im Süden und weit überwiegend im mittleren Teil des Naturraums Schurwald liegt, etwa in südöstlicher Richtung direkt zur Fils, deren Lauf selbst schon im Teilraum Schlierbacher Platte des Vorlandes der mittleren Schwäbischen Alb liegt. Das Gebiet ist zu etwa drei Vierteln bewaldet, die Anteile an offener Flur umfassen den Talzug von Lochbach und dann Nassach selbst, Anteile der Liashöhenbänder um Unter- und Oberberken im Nordosten sowie um Schlichten im Nordwesten und um Diegelsberg rechts des untersten Laufs. Im Tal überwiegt das Grünland, auf den nicht zu steilen Höhenlagen gibt es fast nur Äcker.
An diesen Rändern liegen auch die größten Höhen, besonders an der nördlichen Wasserscheide entlang der Trasse der historischen Höhenstraße Kaiserstraße, auf der anfangs die L 1151 verläuft, später nur noch ein Wirtschaftsweg, von West nach Ost: wenig über 505 m ü. NN am höchsten Punkt von Schlichten, 503,1 m ü. NN auf der Waldkuppe des Brennten, 505,9 m ü. NN bei der Kaisereiche am Waldaustritt, bis etwa 508 m ü. NN auf der Ortskuppe von Oberberken. Hinter dieser Scheide entwässern die linken Zuflüsse der Rems vom Winterbacher Lehnenbach bis hinauf zum Schorndorfer Eichenbach das angrenzende Gebiet.
Der anschließende Abschnitt der Einzugsgebietsgrenze im Nordosten scheidet bis etwas nördlich des Lembergs (460 m ü. NN) bei Nassachmühle vom Entwässerungsgebiet des Marbach-Zuflusses Herrenbach. Hinter einem kleineren Stück Ostgrenze bis zur Mündung der Nassach konkurrieren dann unbedeutendere rechte Zuflüsse der Fils.
Die südwestliche Wasserscheide von der Mündung an läuft auf einem Kamm, der bei Diegelsberg über 400 m ü. NN steigt, bei Krapfenreut 474,8 m ü. NN erreicht und danach auf Höhen ungefähr um 480 m ü. NN bleibt. Der Linie folgt recht genau die Trasse der Straße K 1412/K 1209 bis zur Triangel bei Thomashardt, wo sie die erwähnte Kaiserstraße erreicht. Jenseits entwässern hauptsächlich Ebersbach, Kirnbach und Reichenbach zur unteren Fils.
Politisch gehört gut die Hälfte des Gebietes, nämlich der nördliche Teil, zur Stadt Schorndorf im Rems-Murr-Kreis, und nicht viel weniger im Süden zur Stadt Uhingen, darunter mit dem Dorf Baiereck (im Lochbachtal), den Weilern Nassach (mit dem ehemaligen Unterhütt) und Nassachmühle die drei einzigen Orte am Lauf liegen. Im weiteren Einzugsgebiet liegen noch der Weiler Diegelsberg rechtsseits wenig über dem unteren Talausgang. Von der Stadt Schorndorf liegen im entwässerten Gebiet ganz im Nordwesten Randteile des Dorfs Schlichten im gleichnamigen Stadtteil, im Nordnordosten Randteile des Dorfs Oberberken und im Nordosten Häuserteile des Weilers Unterberken, beide zum Stadtteil Oberberken. Am Ostrand zählt ein nur kleines Waldgebiet zur Gemeinde Wangen und über sehr kleine unbesiedelte Randschnipsel haben auch die Stadt Ebersbach an der Fils im Süden und die Gemeinde Lichtenwald des Landkreises Esslingen im Westen einen Anteil.

### Zuflüsse und Seen
Hierarchische Liste der Zuflüsse von der Quelle zur Mündung. Gewässerlänge, Einzugsgebiet und Höhe nach den entsprechenden Layern auf der Onlinekarte der LUBW. Andere Quellen für die Angaben sind vermerkt.
Das Flusssystem besitzt außer der im Folgenden genannten Auswahl noch eine große Zahl weiterer oft namenloser und teils fein aufgefiederter kurzer Läufe in steil eingeschnittenen Erosions-Klingen oder -Tobeln.
Ursprung der Nassach auf 340,6 m ü. NN aus dem Zusammenfluss seiner zwei Oberläufe ein paar hundert Meter lochbachabwärts und östlich von Uhingen-Baiereck nahe dem Gemeindekindergarten im Gewann Kohlplatte.
- Herrenbach, linker und nordwestlicher Oberlauf, 3,3 km und 4,8 km². Entsteht auf etwa 453 m ü. NN etwa 300 Meter östlich des Friedhofs von Schorndorf-Schlichten im Neuwiesenwald. ⊙
Der Bach fließt anfangs etwa ostsüdöstlich.
  - (Bach aus der Vorderen Schlösslesklinge), von rechts und Westen auf etwas über 380 m ü. NN nordöstlich unterm Sporn der Ruine Schlössle, ca. 0,7 km[LUBW 4] und ca. 0,4 km².[LUBW 8] Entsteht auf unter 460 m ü. NN ostsüdöstlich von Schlichten unter den Haldenwiesen im beginnenden Wald.
  - (Bach aus der Hinteren Schlösslesklinge), von rechts und Südwesten auf etwas über 375 m ü. NN östlich unterm Sporn der Ruine Schlössle, ca. 0,7 km[LUBW 4] und ca. 0,2 km².[LUBW 8] Entsteht auf unter 470 m ü. NN südöstlich von Schlichten unter den Stockäckern im beginnenden Wald.
  - (Bach aus der Goldschmiedsklinge), von links und Norden auf etwa 368 m ü. NN an einer Waldweggabel am sogenannten Herrenbachbrunnen, 1,3 km und ca. 1,4 km².[LUBW 8] Entsteht auf etwa 430 m ü. NN etwa 600 Meter südöstlich der Kuppe des Brennten (503,1 m ü. NN) und unterhalb der Kaiserstraße.
Ab diesem größten Zufluss, der aber vom anderen Ast in Länge (1,9 km) wie Teileinzugsgebiet (ca. 2,1 km²[LUBW 8]) übertroffen wird, läuft der Herrenbach etwa südsüdöstlich.
- Lochbach, rechter und westlicher Oberlauf, 3,3 km und 3,9 km². Entspringt auf etwa 473 m ü. NN etwa 600 Meter südwestlich des Ortsrandes von Schlichten im Rand des oberen Lochbachwaldes. ⊙
Fließt anfangs südöstlich und ab dem westlichen Uhingen-Baiereck dann östlich
  - (Bach aus der Wasenklinge), von links und Nordosten auf etwas über 380 m ü. NN etwa 200 Meter vor dem Ortsrand von Baiereck, 0,6 km und ca. 0,2 km².[LUBW 8] Entspringt auf etwa 480 m ü. NN in einer Waldinsel im Flurgewann Aschbrunn.
    - (Bach aus der Aschbrunnenklinge), von rechts und Nordostenwenige Schritte vor der Mündung des Vorfluters selbst, 0,6 km und ca. 0,1 km².[LUBW 8] Entspringt ebenfalls auf etwa 480 m ü. NN am Rand derselben Waldinsel.

  - (Bach aus der Geißhaldenklinge[LUBW 9]) (!), von rechts und Südwesten auf etwa 378 m ü. NN gegenüber dem ersten Haus von Baiereck, 0,6 km und ca. 0,3 km².[LUBW 8] Entsteht auf etwa 470 m ü. NN wenig unter der K 1209 an der Geißhalde.
    - Geißhaldengraben[LUBW 9], von rechts und Südwesten auf unter 380 m ü. NN wenig vor der Mündung des Vorfluters, 0,5 km und ca. 0,1 km².[LUBW 8] Entsteht auf etwa 470 m ü. NN wenig unter der K 1209 an der Geißhalde.

  - (Bach aus der Geißhaldenklinge[LUBW 9]) (!), von rechts und Süden auf etwa 374 m ü. NN gegenüber dem Garten des Gebäudes Brunnenstraße 9 von Baiereck, 0,5 km und unter 0,1 km².[LUBW 8] Entsteht auf knapp 450 m ü. NN an der Geißhalde.
  - (Bach aus der Geißackerklinge[LUBW 9]), von rechts und Südsüdwesten auf etwa 373 m ü. NN gegenüber dem Garten des Gebäudes Brunnenstraße 5 von Baiereck, 0,4 km und unter 0,1 km².[LUBW 8] Entsteht auf knapp 450 m ü. NN dicht an der Quelle des vorigen.
  - (Bach aus der Langen Klinge), von links und Südsüdwesten auf etwa 370 m ü. NN gegenüber dem Gebäude Nassachtalstraße 306 in Baiereck, 0,5 km und unter 0,1 km².[LUBW 8] Entsteht auf über 455 m ü. NN an der Geißhalde.
  - (Bach aus der Birkhauklinge), von rechts und Süden auf knapp 370 m ü. NN in Baiereck gegenüber dem Haus Lohbachweg 4, 0,5 km und unter ca. 0,1 km².[LUBW 8] Entsteht auf über 455 m ü. NN an der Geißhalde.
  - (Bach aus der Goetzklinge), von rechts und Süden auf etwa 368 m ü. NN in Baiereck gegenüber dem Haus Nassachtalstraße 284, 0,4 km und unter 0,1 km².[LUBW 8] Entsteht auf etwa 445 m ü. NN an der Geißhalde.
  - (Bach aus der Salzklinge), von rechts und Südsüdosten auf etwa 366 m ü. NN in Baiereck gegenüber dem Haus Nassachtalstraße 276, 0,4 km und unter 0,1 km².[LUBW 8] Entsteht auf etwa 430 m ü. NN am Unterhang zwischen den Waldstücken an Geißhalde und an Eßlinger Berg.
  - (Bach aus der Spitalwaldklinge), von links und Norden auf etwa 363 m ü. NN in Baiereck etwa am Abzweig der Köhlerstraße von der Nassachtalstraße, unter 0,1 km und ca. 0,3 km².[LUBW 8] Entsteht auf über 475 m ü. NN im Spitalwald.
  - (Bach aus der Ewaldklinge), von links und Süden auf unter 360 m ü. NN in Baiereck am Haus Nassachtalstraße 239, 0,5 km und ca. 0,1 km².[LUBW 8] Entsteht auf etwa 435 m ü. NN am Westrand des Waldgewanns Eßlinger Berg.
- (Bach aus der Scheurenwiesenklinge), von links und Nordosten auf etwa 339 m ü. NN keine 300 Meter nach dem Zusammenfluss der Quellbäche, 0,5 km und ca. 0,1 km².[LUBW 8] Entsteht auf über 405 m ü. NN am Südende des langen Waldgewanns Beckenschlag.
- Seebach, von rechts und etwa Westen auf etwa 330 m ü. NN gegenüber dem Abzweig des Waldwegs durchs Fliegenbachtal, 1,4 km und ca. 1,2 km².[LUBW 8] Entfließt auf etwa 440 m ü. NN einem winzigen Waldteich unter der Königseiche an der K 1412.
- Fliegenbach, von links und auf etwa 329 m ü. NN nur etwa hundert Meter nach dem vorigen auf der anderen Seite der Nassachtalstraße, 3,0 km und 5,0 km². Entsteht auf etwa 475 m ü. NN südlich von Oberberken am Rand des Asperfelds zum Hangwald.
  - Utzenbach, von rechts und Norden auf etwa 366 m ü. NN an einer Waldwegbrücke, 1,6 km und ca. 1,6 km².[LUBW 8] Entsteht auf wenig unter 490 m ü. NN südwestlich von Oberberken in den Tellenwiesen etwas über dem Waldrand.
Dieser Oberlauf ist hydrographisch etwas gleichwertig zum linken Namensoberlauf, der mit seinen nur 1,5 km Lauf ebenfalls ca. 1,6 km²[LUBW 8] entwässert.
  - (Bach aus der Säutobelklinge), von links und Nordosten auf etwa 330 m ü. NN nur einen Steinwurf vor der Fliegenbach-Mündung, 1,6 km und ca. 0,9 km²[LUBW 8] Entsteht auf etwa 470 m ü. NN südwestlich von Unterberken am Ende einer von dort her reichenden Zunge offener Flur im Waldrand.
- (Bach aus der Jakobsklinge), von links und Osten auf unter 330 m ü. NN aus einem ehemaligen Steinbruchgelände im Norden des Gewanns Sautobel, 0,3 km und ca. 0,2 km².[LUBW 8] Entsteht auf etwa 360 m ü. NN unter dem Waldgewann Erlenbucheich.
- (Bach aus der Söllerklinge), von rechts und Westsüdwesten auf unter 330 m ü. NN kurz nach dem vorigen und vor Nassach/Unterhütt, 0,5 km und ca. 0,1 km².[LUBW 8] Entsteht auf etwa 460 m ü. NN.
- Sautobelgraben, von links und Ostnordosten auf etwa 320 m ü. NN in Nassach, 0,8 km und ca. 0,2 km².[LUBW 8] Entsteht auf etwa 435 m ü. NN im Süden des Gewanns Sautobel.
- (Bach aus der Karchenklinge), von rechts und Westsüdwesten auf unter 320 m ü. NN einen Steinwurf nach dem vorigen in Unterhütt, 0,8 km und ca. 0,4 km².[LUBW 8] Entsteht auf etwa 445 m ü. NN im nordwestlichen Söllerwald.
- (Bach aus der Gansfußklinge), von rechts und Westsüdwesten auf über 310 m ü. NN nach dem geschlossenen Siedlungsbereich von Nassach/Unterhütt, 0,6 km und ca. 0,4 km².[LUBW 8] Entsteht auf etwa 435 m ü. NN im Söllerwald.
- (Bach aus der Häulesklinge oder vielleicht auch Häuslesklinge[LUBW 10]), von links und Nordosten auf etwa 310 m ü. NN an einem kleinen Friedhof nach Nassach/Unterhütt, ca. 0,7 km[LUBW 4] und ca. 0,2 km².[LUBW 8] Entsteht auf etwa 425 m ü. NN nördlich einer Lichtung im Waldgewann Hesselbrunn.
- (Bach aus der Hannenklinge[LUBW 11]), von rechts und Südwesten auf etwa 306 m ü. NN, 0,8 km und ca. 0,3 km².[LUBW 8] Entsteht auf etwa 422 m ü. NN neben einem Teich westlich eines Wasserreservoirs im Feldgewann Schaftrieb nahe der K 1412 Ebersbach an der Fils-Krapfenreut–Diegelsberg.
  - (Bach aus der Hährenschlagklinge[LUBW 11]), von links und Westsüdwesten auf etwa 420 m ü. NN an der unteren Waldgrenze des Nassach-Talwalds, 0,3 km und ca. 0,1 km².[LUBW 8] Entsteht auf etwa 400 m ü. NN im südöstlichen Söllerwald.
- Bärentobelbach, von links und Nordnordosten auf etwa 298,5 m ü. NN[LUBW 2] im kurzen Talwaldriegel Stich vor dem Weiler Nassachmühle, 2,8 km und 3,6 km². Entsteht auf etwa 476 m ü. NN im Waldgewann Sauhag am Westrand des ehemaligen Bundeswehrdepots Unterberken.
Der Bach durchfließt auf dem Mittellauf bis zum Zufluss des Bachs entlang dem Langen Gehren das etwa 10 ha große Naturschutzgebiet Bärentobel im Tal.
  - (Bach entlang der Langen Gehrn), von links und Nordosten auf wenig über 330 m ü. NN vor dem Südwestsporn des Waldrückens Lange Gehrn, 1,4 km und ca. 1,5 km².[LUBW 8] Entsteht auf etwa 460 m ü. NN am Südwestrand des ehemaligen Depots.
- Stichgraben, von rechts und Westen auf etwa 298 m ü. NN einen Steinwurf nach dem vorigen, 0,4 km und unter 0,1 km².[LUBW 8] Entsteht auf etwa 355 m ü. NN unterm Vereinsheim des TSV Diegelsberg am Hährenschlag.
- (Klingenbach vorbei am Mühlrainbrunnen), von links und Ostnordosten auf etwa 297 m ü. NN unter dem Mühlrain, 0,5 km und ca. 0,1 km².[LUBW 8] Entsteht auf etwa 400 m ü. NN am Südwestabfall des Lembergs.
- Kohlwiesengraben, von rechts und Westen auf etwa 296 m ü. NN am Ende des Stichs etwas vor Nassachmühle, 0,5 km und ca. 0,1 km².[LUBW 8] Entsteht auf etwa 375 m ü. NN am Vereinsheim des TSV Diegelsberg am Hährenschlag.
- Lugergraben, von rechts und Westen auf etwa 296 m ü. NN etwas vor Nassachmühle gegenüber dem Kohlrain, 0,4 km und ca. 0,2 km².[LUBW 8] Entsteht auf etwa 365 m ü. NN im Hanggewann Luger wenig nördlich von Diegelsberg.
  - Zuberwiesengraben, von rechts und Westsüdwesten auf etwa 300 m ü. NN, 0,3 km und unter 0,1 km².[LUBW 8] Entsteht auf etwa 352 m ü. NN an der Kohlwiesenstraße zum Vereinsheim.
- Brunnenwiesengraben, von rechts und Westsüdwesten auf etwa 295 m ü. NN vor dem Ortseingang von Nassachmühle, 0,4 km und unter 0,1 km².[LUBW 8] Entsteht auf etwa 358 m ü. NN in den Brunnenwiesen unterm Wasserreservoir unmittelbar am Nordrand von Diegelsberg.
- Klingentobelbach, von links und Nord auf etwa 286 m ü. NN am Ortsende von Nassachmühle, 2,5 km und 1,9 km². Entsteht auf etwa 435 m ü. NN im Waldgewann Benzenhau auf dem oberen Südabfall des Lembergs.
- Maiäckergraben, von links und Nordosten auf etwa 283 m ü. NN etwa hundert Meter vor der Filstalbahn, 0,6 km und unter 0,1 km².[LUBW 8] Entsteht auf etwa 347 m ü. NN unter dem Ackergewann Erlenschwang am Waldhang Maiäcker.

Mündung der Nassach von rechts und zuletzt Norden auf etwa 281 m ü. NN nach Unterqueren der Filstalbahn an der Kläranlage flussabwärts des Epplesees unterhalb von Uhingen in die unter Fils. Der Bach ist zusammen mit seinem geringfügig längeren linken Oberlauf Herrenbach 9,2 km lang, auf dem Namenslauf allein nur 5,9 km, und er hat ein Einzugsgebiet von 25,4 km².

### Ortschaften
am Lauf mit ihren Zugehörigkeiten. Nur die Namen tiefster Schachtelungsstufe bezeichnen Siedlungsanrainer.
- Landkreis Göppingen
  - Stadt Uhingen
    - Baiereck (Dorf, am Lochbach)
    - Nassach (überwiegend links, rechte liegt das ehemals separate Unterhütt)
    - Nassachmühle
    - Diegelsberg (rechts auf dem Hügel)

## Geologie
Die höchste geologische Schicht im Einzugsgebiet ist der Schwarze Jura, er umrandet es in fast geschlossenem, verebnetem Ring, teils mit kleinen Vorsprüngen ins Innere auf den Bergrücken zwischen den höheren Nebentälern. Die Oberläufe und großen Zuflüsse entspringen im Grenzbereich zwischen dieser Juraschicht und dem unterlagernden Keuper, der auf dem größten Teil des Einzugsgebietes ansteht und aus einer Folge von Sandstein- und Mergelschichten besteht, in welchen sich steil die örtlichen Klingen eingegraben haben. Die aufgeschlossene Schichtenfolge endet über dem Gipskeuper (Grabfeld-Formation) im Mittelkeuper.
Im östlichen Einzugsgebiet liegt in wenigen Schichtinseln auf Kuppen im Innern sowie als zusammenhängendes Band auf den Schwarzjura-Hochflächen am Rand Lösssediment aus quartärer Ablagerung. Im Talzug finden sich schon vor Nassach Auensedimente. Bei Nassachmühle am Unterlaufschwenk nach Süden quert eine Störung das Tal; die abgesunkene Scholle liegt im Süden, hier grenzt auf der rechten Randhöhe bei Diegelsberg Schwarzjura im Süden gegen Keuper im Norden.

## Schutzgebiete
Am Seitenbach Bärentobelbach liegt das 9,8 ha große Naturschutzgebiet Bärentobel. Der weit überwiegende Teil des Einzugsgebietes, ausgenommen fast nur das Quellgebiet des Lochbachs und die schmale Talachse Lochbach–Nassach mit den Orten im und am Tal rechnet zum 1.878 ha großen Wasserschutzgebiet Nassachtal-Uhingen, das in nur geringem Maße über die Wasserscheide ausgreift.

### LUBW
Amtliche Online-Gewässerkarte mit passendem Ausschnitt und den hier benutzten Layern: Lauf und Einzugsgebiet der Nassach

Allgemeiner Einstieg ohne Voreinstellungen und Layer: Daten- und Kartendienst der Landesanstalt für Umwelt Baden-Württemberg (LUBW) (Hinweise)
1. 1 2 3 4 5 6 7 8  Höhe nach dem Höhenlinienbild auf dem Hintergrundlayer Topographische Karte.
2. 1 2 3  Höhe nach blauer Beschriftung auf dem Hintergrundlayer Topographische Karte.
3. 1 2 3  Länge nach dem Layer Gewässernetz (AWGN).
4. 1 2 3 4  Länge abgemessen auf dem Hintergrundlayer Topographische Karte.
5. ↑  Einzugsgebiet nach dem Layer Aggregierte Gebiete 05.
6. 1 2 3 4  Höhe nach schwarzer Beschriftung auf dem Hintergrundlayer Topographische Karte.
7. ↑  Einzugsgebiet nach dem Layer Basiseinzugsgebiet (AWGN).
8. 1 2 3 4 5 6 7 8 9 10 11 12 13 14 15 16 17 18 19 20 21 22 23 24 25 26 27 28 29 30 31 32 33 34 35 36 37  Einzugsgebiet abgemessen auf dem Hintergrundlayer Topographische Karte.
9. 1 2 3 4  Name hier mit „ß“ und nicht mit „ss“ geschrieben, anders als der Eintrag auf dem Layer Gewässernetz (AWGN), deren Bearbeiter offenbar zuweilen nicht immer wissen, dass Diphthong als Langvokal zählt und demzufolge auch nach neuer Orthographie weiterhin mit „ß“ zu schreiben ist.
10. ↑  Name wohl eher Häulesklinge nach der Talbeschriftung auf dem Hintergrundlayer Topographische Karte, der Layer Gewässernetz (AWGN) nennt dagegen die metonymische Bezeichnung Häuslesklinge für das Gewässer; an der Mündung am Friedhof stehen einige Gebäude in Satellitenlage zu Nassach.
11. 1 2  Vielleicht wurden von den amtlichen Benennern auf dem Layer Gewässernetz (AWGN) die Klingennamen Hannenklinge und Hährenschlagklinge vertauscht, denn zufolge dem Hintergrundlayer Topographische Karte heißt erst das Waldgewann rechts und südöstlich des hier Hannenklinge genannten, merklich größeren Klingeneinschnitts Hährenschlag, während die hier Hährenschlagklinge genannte, ihm von links zulaufende kleinere Seitenklinge anscheinend noch im Gewann Söllerwald liegt.
12. ↑  Einzugsgebiet aufsummiert aus den Teileinzugsgebieten nach dem Layer Basiseinzugsgebiet (AWGN).
13. ↑  Naturschutzgebiet nach dem Layer Naturschutzgebiet.
14. ↑  Wasserschutzgebiet nach dem Layer Wasserschutzgebiet.

### Andere Belege und Bemerkungen
1. ↑  Abfluss-BW: Modellierte Abflusswerte an der Mündung
2. ↑  Albrecht Greule: Deutsches Gewässernamenbuch. Walter de Gruyter, Berlin / Boston 2014, ISBN 978-3-11-057891-1, S. 369 f., „¹Nassach“ (Auszug in der Google-Buchsuche).
3. ↑  Hansjörg Dongus: Geographische Landesaufnahme: Die naturräumlichen Einheiten auf Blatt 171 Göppingen. Bundesanstalt für Landeskunde, Bad Godesberg 1961. → Online-Karte (PDF; 4,3 MB)
4. ↑  Geologie grob nach: Mapserver des Landesamtes für Geologie, Rohstoffe und Bergbau (LGRB) (Hinweise)